# Heteropora parapelliculata
Heteropora parapelliculata är en mossdjursart som beskrevs av Taylor, Schembri och Cook 1989. Heteropora parapelliculata ingår i släktet Heteropora och familjen Heteroporidae. Inga underarter finns listade i Catalogue of Life.